# 高松市立四番丁小学校
高松市立四番丁小学校（たかまつしりつ よばんちょうしょうがっこう）は、かつて香川県高松市番町一丁目にあった市立小学校。118年の歴史を持ち、著名人も多く輩出したが、児童数減少によって市立日新小学校及び市立二番丁小学校と統合され、2010年3月31日をもって閉校した。校区は旧二番丁小学校跡に新設の高松市立新番丁小学校へ引き継がれた。

## 概要
高松市の中心部に位置する小学校である。南側は高松市役所に隣接し、校区内にも中央通りといった高松市の都心部を含んでいる。
閉校後の跡地は都心の一等地に位置する貴重な公共用地であることから売却はされず、運動場や体育館も存続させるなど既存校舎も活用される。西側と東側の校舎は文化財センターやインキュベータールーム・工房など地域コミュニティの活動場所として利用し、北側の校舎については解体の上、跡地に緑地帯等を整備する。

## 学校データ
- 児童数：112人（2009年度[3]）
- 児童愛称：

学校施設（2008年5月1日時点）
- 普通教室：15教室
- 特別教室：12教室
- 校舎面積：4437m2
- 体育館面積：879m2

服装規定
- 制服：あり（通年必用）
- 防寒着：不明

## 歴史

### 年表
- 1892年（明治25年）4月1日 - 慈恩寺境内に高松市立四番丁尋常小学校開校。五番丁（旧浄願寺内、現・中央公園）、西通町（現・二番丁小学校北側）、西浜（旧西浜小学校、現・高松市扇町公園）の3分教場を設置。
- 1945年（昭和20年）7月4日 - 米軍による無差別絨毯爆撃「高松空襲」で校舎が全焼。
  - 以降休校状態となり、大部分の児童は二番丁国民学校（現・市立二番丁小学校）へ通学。当校の敷地は農業会や県市の事務所、製材所として使用するようになる。
- 1948年（昭和23年）4月1日 - 市立二番丁小学校の教室を暫定利用して正式に授業再開。教室数は7室であったため、2部に分けての授業となった。
- 1948年（昭和23年）7月 - 新校舎建設の第一期工事が竣工し、一部校舎が復興。入校式が行われる。
- 1950年（昭和25年）3月13日 - 昭和天皇が行幸（昭和天皇の戦後巡幸）[4]。当校の授業を視察。校庭で市内の小・中学生が天皇を奉迎[5]。
- 2010年（平成22年）3月31日 - 閉校。

### 全校児童数の推移
1958年（昭和33年）度には2468人が在籍する市内一のマンモス校であったが、以降は中心部におけるドーナツ化現象の進行で児童数は激減している。
- 1999年度：197人
- 2000年度：175人（-22人）
- 2001年度：165人（-10人）
- 2002年度：154人（-11人）
- 2003年度：159人（+5人）
- 2004年度：137人（-22人）
- 2005年度：130人（-7人）
- 2006年度：140人（+10人）
- 2007年度：132人（-8人）
- 2008年度：131人（-1人）
- 2009年度：112人（-19人）

## 教育目標
- 豊かな心をもち 自ら学び 進んで実践する児童の育成

児童像
- 豊かな心をもつ子：心の教育の充実
- 自ら学ぶ子：確かな学力の向上
- 進んで実践する子：実践力の定着

## 通学区域
通学区域は高松市中心部の一部。東は高松中央商店街（内町以北はフェリー通り）まで、西は県道173号や高松市道錦町宮脇線付近まで、南は高松赤十字病院や田町商店街までが校区である。
- 高松市
  - 南新町
  - 亀井町
  - 田町
  - 錦町一丁目1番、2番、5番、6番
  - 番町一丁目
  - 番町二丁目1番12号～15号、2番～7番、8番5号～14号、9番～12番、13番12号、14番8号～16号、15番、16番
  - 番町三丁目1番～6番、10番～17番
  - 番町四丁目1番3号、2番～6番
  - 玉藻町
  - 丸の内1番～11番
  - 内町1番～3番、6番、7番
  - 寿町一・二丁目
  - 西の丸町
  - 西内町
  - 丸亀町
  - 兵庫町
  - 古新町
  - 磨屋町
  - 紺屋町
  - 鍛冶屋町

## 進学先中学校
- 高松市立紫雲中学校

なお、1956年度から2007年度まで次の各町域については高松市立城内中学校（2009年閉校）に進学していた。
錦町一丁目1・2・5・6番、番町一丁目1 - 9番、玉藻町、丸の内1 - 11番、内町1 - 3・6・7番、寿町一・二丁目、西の丸町、西内町、丸亀町、兵庫町、古新町、磨屋町、紺屋町、鍛冶屋町

## 交通
- JR高松駅：徒歩10分
- ことでんバス
  - 紺屋町バス停：徒歩2分
  - 市役所前バス停：徒歩3分

## 著名な出身者
- 三木武吉（政治家）
- 成田知巳（政治家）
- 向田邦子（直木賞作家）
- 菊池寛（作家）
- 中村信博（NHKアナウンサー）
- 中北浩仁（アイスホッケー選手・指導者）